# Virachola sesse
Virachola sesse är en fjärilsart som beskrevs av Henry Stempffer och Jackson 1962. Virachola sesse ingår i släktet Virachola och familjen juvelvingar. Inga underarter finns listade i Catalogue of Life.